# Rendez-vous avec un ange (film, 2011)
Pour les articles homonymes, voir Rendez-vous avec un ange.
Pour plus de détails, voir Fiche technique et Distribution.
Rendez-vous avec un ange est un film français, réalisé par Yves Thomas et Sophie de Daruvar, sorti en 2011. 
Son titre de travail est Où vas tu Judith ?

## Synopsis
Judith, infirmière, est mariée à Roland, quand elle perd son emploi.

## Fiche technique
- Réalisation : Yves Thomas et Sophie de Daruvar
- Production : Mon Voisin productions, en association avec Cinémage 4
- Photographie : Julie Grûnebaum
- Son : Jean-Jacques Ferran
- Costumes : Nathalie Raoul
- Décor : Thierry François
- Montage : Mathilde Muyard
- Musique originale : Philippe Boesmans
- Budget[1] : 2,65M€
- Box-office France : 9 300 entrées[2]

## Distribution
- Isabelle Carré : Judith Merlin
- Sergi López : Roland Cortes
- Maya Sansa : Véra

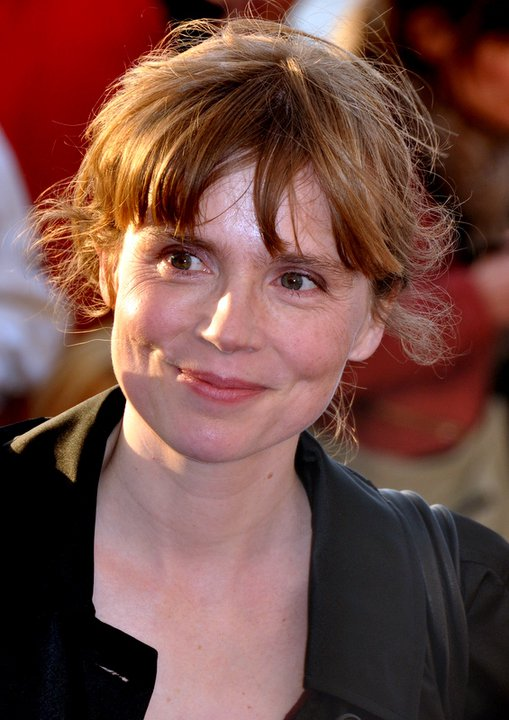
L'actrice principale Isabelle Carré, l'année de sortie du film.

- Mireille Delunsch : la cantatrice
- Claude Winter : la grand-mère
- Jérémie Lippmann : le jeune homme suicidaire
- Xavier Beauvois : l'homme bar chic
- Jérôme Pouly : le détective
- Christophe Odent : le professeur Cabanes
- Cyril Gueï : le client scénariste
- Anne-Elisabeth Blateau : la patronne boutique
- Alban Casterman : le chasseur hôtel
- Marie-Josèphe Jude: la pianiste
- Philippe Boesmans : le musicien
- Yoann Denaive : Le jeune homme
- Grégory Montel : L'ambulancier

## Réception critique
- Sophie Benamon de Studio Ciné  Live salue l'« ambition » du projet et la « subtilité » avec laquelle les réalisateurs se penchent sur « les infinis détails qui font la mort d'un couple ». Mais « le film se partage entre les deux, sans jamais choisir, avant d'être emporté par la force du personnage d'Isabelle Carré. Les fausses pistes sur les à-côtés de l'infirmière sont de trop »[3]. "Ce qui est sur c'est qu'on attend leur deuxième film"

- Pour Olivier de Bruyn du Point, le film, qualifié de « premier essai souvent passionnant mais inégal », a l'incontestable mérite de fureter avec délicatesse dans des zones dérangeantes rarement abordées par le cinéma français ». Mais « le contrepoint dans l'intimité du couple soit beaucoup moins subtil, l'opposition entre les deux caractères semblant la plupart du temps artificielle et manichéenne »[4].

- Pour Charlotte Renaud d'Etudes, « Ce beau premier film recèle plusieurs histoires en une »[5].

- Pour Jean Rimbaud de Sud Radio, le film a « quelques airs de thriller, mais il s'apprécie comme un drame à part entière sans pour autant s'immiscer dans le débat de société »[6].

- Pour Fabienne Bradfer du Soir, le film « traite avec audace d'un sujet tabou » et « on se laisse happer par le récit grâce à une certaine singularité peu habituelle pour un premier long mais aussi grâce à la justesse des acteurs », mais la journaliste regrette que « les réalisateurs n'aient pas osé à fond l'optique épure » et qu'ils « multiplient les fausses pistes et s'égarent entre l'adultère, la submersion de la souffrance, la mort d'un couple et la quête de l'idéal. À cela s'ajoutent pas mal de maladresses, quelques erreurs »[7].

- Le Monde remarque que le « manque d'inspiration » s'ajoute au « manque de moyens ». Le quotidien recense ainsi les nombreux problèmes du projet : « Seconds rôles et intrigues secondaires cruellement sacrifiés. Bande-son coupée des bruits du monde, qu'on croirait fabriquée dans un caisson hermétique. Action réduite au huis clos répétitif du couple dans son appartement, entrecoupée de scènes de filature tout aussi navrantes ».

- Télérama évoque un film qui court plusieurs lièvres à la fois, et dans lequel les pistes les plus intéressantes sont traités « superficiellement et sans véritable point de vue »[8].

- Le Parisien regrette la faiblesse du scénario, qui pâtit d'un « surcroît de maladresses, de lenteurs et de flottements que la justesse du jeu des acteurs peine à sauver ».

- Ouest-France parle d'un « manque de crédibilité, et donc d'adhésion ».

- La Croix décrit un film « à la réalisation hésitante », qui se révèle « d'un profond ennui et aborde sans aucune finesse l'épineuse question de l'euthanasie ».

- Au Masque et la Plume, Éric Neuhoff évoque un film dispensable, dans lequel tout est « raté », « plat », « évanescent », « ridicule », et souffre d'une grande erreur de casting (Sergi López en critique de cinéma) et des costumes ratés. Pour le critique, le résultat ressemble à du « Marc Dorcel qui essaierait de faire du Brian De Palma ». Il s'agit donc pour lui d'un « film sur l'euthanasie devant lequel le spectateur a l'impression d'être en soins palliatifs durant une heure et demie »[9].

- Jérôme Garcin regrette que le film soit basé sur un quiproquo aussi léger et se demande comment ce type de films peut trouver un producteur[9].

- Michel Ciment de Positif trouve que le film ne sait pas « mener de front ses thèmes » et « part dans tous les sens ». Le récit commence donc comme Othello et finit comme Vera Drake. Cette « absence cruelle de scénario » dénote donc, pour le critique, « un amateurisme total ». Il poursuit en évoquant le sort de ces films qui « encombrent les écrans » et « dégoûtent » les spectateurs du cinéma[9].

- Xavier Leherpeur de Studio Ciné Live juge le résultat inintéressant, « catastrophique » et « consternant », et compare le scénario à un cadavre exquis, c'est-à-dire à une forme sans unité, « où rien n'a de rapport avec rien ». Les quiproquos ressemblent à du Jeanne Labrune et ne tiennent pas la route. Le critique appuie le caractère « laborieux » de l'ensemble en remarquant que le film a besoin de quatre ou cinq scènes pour faire lever un tout petit enjeu dramatique[9].